# Beatriz Linhares
Beatriz Linhares da Silva (Florianópolis, 4 de fevereiro de 2003) é uma ginasta e atleta olímpica brasileira.

## Biografia
Quando mais nova, Beatriz Linhares foi aprovada na seletiva brasileira da Escola do Teatro Bolshoi para dançar balé, mas optou por seguir com a ginástica, um desejo que nunca mudou. A atleta, nascida em Florianópolis, treina desde os 9 anos, tendo iniciado na Associação Desportiva Instituto Estadual de Educação (ADIEE) na capital catarinense, onde rapidamente se destacou. Aos 15 anos, recebeu sua primeira convocação para a seleção brasileira, e desde então continua fazendo parte dela até hoje.
Em 2019 Beatriz conquistou 1 medalha de ouro por equipes nos Jogos Pan-Americanos de Lima 2019, e duas de bronze, no conjunto geral e no conjunto cinco bolas, competindo em conjunto com Camila Rossi, Deborah Medrado, Nicole Pircio e Vitória Guerra.
Em 2021, a ginasta levou 3 ouros para casa no Campeonato Pan-Americano de Ginástica, que aconteceu no Rio de Janeiro. Ela pontuou 74.400, que foi a soma das notas 35.950 na apresentação com arcos e maças e 38.450 na apresentação 5 bolas.
Ela fez parte da seleção olímpica brasileira que competiu nos Jogos Olímpicos de Tóquio 2020. Nas duas apresentações da fase classificatória, o quinteto brasileiro composto por Beatriz, Déborah Medrado, Duda Arakari, Geovanna Santos e Nicole Pircio obteve uma pontuação de 73.250, mas não se classificaram para a final.
No Mundial de Ginástica Rítmica 2021, que aconteceu em Kitakyushu, no Japão, a equipe que Beatriz fazia parte terminou em 7º lugar, na categoria 5 bolas. O conjunto brasileiro marcou 37,650.
Aos 19 anos, Beatriz conquistou 3 medalhas de ouro nos Jogos Sul-Americanos de 2022, que aconteceram em Assunção, no Paraguai.
Ela namora o também ginasta olímpico Caio Souza.

## Títulos
Jogos Pan-Americanos
- Ouro: 3 aros + 2 maças (Lima, 2019)[5]
- Bronze: grupo geral (Lima, 2019)[5]
- Bronze: 5 bolas (Lima, 2019)[5]

Campeonato Pan-Americano de Ginástica
- Ouro: grupo geral (Rio de Janeiro, 2021)[7]
- Ouro: 5 bolas (Rio de Janeiro, 2021)[7]
- Ouro: 3 arcos + 4 maças (Rio de Janeiro, 2021)[7]

Jogos Sul-Americanos
- Ouro: grupo geral (Assunção, 2022)[11]
- Ouro: 5 arcos (Assunção, 2022)[11]
- Ouro: 3 firas + 2 bolas (Assunção, 2022)[11]